# 生沼義朗
生沼 義朗（おいぬま よしあき、1975年1月29日 - ）は、歌人。東京都新宿区出身。妻は、歌人の岸野亜紗子。
日本大学芸術学部在学中の1994年に「短歌人」入会。当初は蒔田さくら子、後に中地俊夫の選歌を受ける。1998年、第43回短歌人新人賞を受賞。2000年、「祭都」30首で第11回歌壇賞候補。2002年に第1歌集『水は襤褸に』を刊行。翌2003年、同歌集で第9回日本歌人クラブ新人賞を受賞。2004年、第49回短歌人賞受賞。2005年、歌誌[sai]創刊に参加。2007年より「短歌人」会務委員兼公式サイト管理担当。2011年より2013年まで、詩歌梁山泊〜三詩形交流企画サイト「詩客」実行委員。2017年より「短歌人」編集委員、日本歌人クラブ広報部委員。2020年、第3歌集『空間』で第51回埼玉文芸賞短歌部門準賞、第16回日本詩歌句随筆評論大賞短歌部門大賞。同年より埼玉県歌人会理事、日本歌人クラブ中央幹事。

## 著書

### 単著
- 第1歌集『水は襤褸に』ながらみ書房 2002.9 ISBN 4-86023-099-X 栞文・奥村晃作、花山多佳子、小池光 装丁・君嶋真理子
- 第2歌集『関係について』 北冬舎 2012.6 ISBN 4-903792-36-6 装丁・大原信泉
- 第3歌集『空間』北冬舎 2019.6 ISBN 978-4903792699 栞文・西村美佐子、斉藤斎藤 装丁・大原信泉

### 共著
- 『現代短歌最前線 新響十人』（石川美南、黒瀬珂瀾、笹公人、島田幸典、永田紅、野口恵子、松野志保、松村正直、松本典子共著）北溟社 2007.3 ISBN 4-89448-541-9 装丁・巌谷純介

### 雑誌特集
- 「北冬」015号 特集：生沼義朗責任編集[関係]の現在――。 北冬舎 2014.4 ISBN 978-4-903792-47-7